# Cathy Priestner
Catherine Ann Priestner (* 27. Mai 1956 in Windsor, Ontario) ist eine ehemalige kanadische Eisschnellläuferin.
Bereits mit elf Jahren begann Priestner mit dem Eisschnelllauf und feierte im Alter von zwölf Jahren ihre ersten nationalen Erfolge, international trat sie im Alter von fünfzehn erstmals in Erscheinung.
1972 nahm sie als Sechzehnjährige in Sapporo das erste Mal an Olympischen Winterspielen teil und platzierte sich über 500 m und 1000 m im Mittelfeld. Bei den Sprintweltmeisterschaften 1975 in Göteborg erkämpfte Priestner sich die Bronzemedaille. Ein Jahr später bei ihren zweiten Olympischen Spielen 1976 in Innsbruck errang sie über 500 m die Silbermedaille und wurde Sechste über 1000 m. Damit ist sie die erste kanadische Eisschnellläuferin, die eine olympische Medaille gewann. Sie wurde daraufhin als Fahnenträgerin ihrer Mannschaft bei der Abschlussfeier ausgewählt.
Mit gerade einmal 20 Jahren beendete sie 1976 ihre Karriere. Danach arbeitete Priestner als Kommentatorin für die kanadischen Sender CTV und CBC bei Olympischen Winterspielen. Bei den Winterspielen 1988, 2002, 2006 und 2010 war sie maßgeblich an der Organisation beteiligt. Sie wurde 1994 in die Canadian Olympic Hall of Fame, die Ruhmeshalle der kanadischen Olympioniken, aufgenommen.